# Stigmella subsorbi
Stigmella subsorbi là một loài bướm đêm thuộc họ Nepticulidae. Loài này có ở Tadzhikistan.
Ấu trùng ăn Cotoneaster species.